# Cravo Carbono
Cravo Carbono foi um grupo musical brasileiro formado em 1996, na cidade de Belém do Pará. A banda encerrou suas atividades em abril de 2008.
Formada por Lázaro Magalhães (voz, letras e percussão), Pio Lobato (guitarra e baixo), Bruno Rabelo (baixo e guitarra) e Vovô (bateria e percussão), o Cravo Carbono mesclava poesia com diversos gêneros musicais. Foi a principal responsável, ainda nos anos 1990, da retomada do gênero paraense guitarrada na cena musical brasileira. 
Na trajetória do grupo, houve participações em importantes festivais do Brasil como Rec Beat (Recife), Mercado Cultural (Salvador) e Calango (Cuiabá), além da inclusão em mapeamentos musicais de relevo como o projeto Rumos Itaú Cultural (São Paulo), em 2001, e o documentário Música do Brasil, concebido pelo antropólogo Hermano Vianna.  
A canção "Recado para Lúcio Maia", de Pio Lobato - registrada no álbum Peixe Vivo -, também foi incluída na trilha sonora do filme Deus é Brasileiro, de Cacá Diegues. 
Em 12 anos de carreira, o Cravo Carbono lançou três álbuns: Mundo Açu (1998), Peixe Vivo (2001) e Córtex (2007). No último álbum, a banda reforçou sua proposta musical vinculada a ritmos locais como brega e carimbó, dando ênfase também em estilos já conhecidos como samba, zouk e rock.
A banda teve ainda a canção "Café BR" (do disco Córtex) incluída em uma coletânea de bandas independentes brasileiras lançada em 2008 pela revista francesa Brazuca.
Após o fim do grupo, o guitarrista Pio Lobato seguiu em carreira solo e na produção do grupo Mestres da Guitarrada. Desde 2015 é produtor musical da cantora paraense Dona Onete. O vocalista Lázaro Magalhães e o guitarrista Bruno Rabelo fundaram o grupo Maquine, que durou de 2010 a 2012. Vovô, o baterista, além de tocar com Pio e Dona Onete, investe atualmente em seu trabalho autoral, Massa Grossa. No final de 2012, Rabelo fundou o grupo Cais Virado, e a partir de outubro de 2018 passou a coordenar o Clube da Guitarrada em Belém do Pará.  

## Discografia
- Mundo Açu (1998)
- Peixe Vivo (2001)
- Córtex (2007)